# Святая Екатерина (линейный корабль, 1721)
«Святая Екатерина» — парусный линейный корабль Балтийского флота Российской империи.

## Конструкция
Линейный корабль «Святая Екатерина» представлял собой двухдечный парусный линейный корабль. Длина корабля составляла 46,6—46,63 метра, ширина — 12,8 метра, а осадка — 5,6—5,63 метра. Вооружение судна в разное время составляли от 66 до 74 орудий, а экипаж состоял из 470 человек.
Был одним из четырёх парусных линейных кораблей Российского императорского флота, носивших это наименование. Также в составе Балтийского флота несли службу два одноимённых корабля 1713 и 1762 годов постройки, а для Черноморского флота с 1779 года строился одноимённый корабль, который так и не достроили и об был разобран в 1785 году.

## История службы
Корабль «Святая Екатерина» был заложен на стапеле верфи Санкт-Петербургского адмиралтейства 28 сентября (9 октября) 1718 года и после спуска на воду 16 (27) марта 1721 года вошёл в состав Балтийского флота России. Строительством корабля руководил корабельный мастер Ричард Броун.
В том же 1721 году перешел из Санкт-Петербурга к восточной стороне Котлина, где присоединился к кораблям «Святой Пётр», «Фридемакер», «Астрахань» и «Святой Александр», после чего с 1721 по 1723 год выходил в практические плавания в Финский залив в составе эскадр Балтийского флота, в том числе в июле 1723 года под флагом Петра I принимал участие в практическом плавании в составе эскадры генерал-адмирала графа Ф. М. Апраксина.
В 1726 году, находясь на Кронштадтском рейде, использовался для обучения экипажа. В 1727 и 1728 годах в составе эскадры находился в готовности в Кронштадтской гавани, однако в плавания не выходил.
В кампанию 1732 года использовался для обучения экипажа на Кронштадтском рейде и принимал участие в плавании флота между Красной горкой и Стирсудденом
Корабль «Святая Екатерина» был разобран в Кронштадте после 1736 года.

## Командиры судна
Командирами линейного корабля «Святая Екатерина» в разное время служили:
- капитан 1-го ранга М. П. Госслер (1721 год)[комм. 4][10];
- капитан 3-го ранга К. П. Верден (1721 год)[комм. 5][11].
- капитан 3-го ранга Д. С. Калмыков (1722 и 1723 годы)[12];
- капитан 3-го ранга Г. Агазен (1726 год[комм. 6])[13];
- капитан 2-го ранга Д. С. Калмыков (1728 год)[14];
- капитан 3-го ранга Д. Никлас (1732 год)[комм. 7][9].